# Sega Nomad
Sega Nomad, arbetsnamn Sega Venus, var en bärbar spelkonsol från Sega lanserad 1995. Den tog samma spel som Sega Mega Drive, som den i princip var en bärbar variant av, och hade inga egna spel. Till skillnad från de flesta av sina konkurrenter erbjöd Nomad möjlighet att ansluta enheten till TV:n. Dess livstid blev inte lång eftersom den nya generationen av konsoler som Sega Saturn började ta över.

## Lansering
Sega Nomad baserades på Sega Mega Jet, en portabel spelkonsol som till en början endast användes på flygresor av Japan Airlines. Mega Jet hade varken strömkälla, skärm eller högtalare utan kopplades istället in i dedikerad hårdvara på JAL:s flygplan. En konsumentversion släpptes av japanska Sega den 10 mars 1994 som var i princip identisk med JAL:s version och krävde således strömdosa, skärm och hörlurar.
I oktober 1995 följde Sega upp Mega Jet genom att släppa Nomad. Nomad kom aldrig ut på varken den japanska eller den europeiska marknaden, utan släpptes enbart i USA.

## Kompatibilitet
- Även om de flesta Sega Genesis-spel fungerade så fanns det ett fåtal som inte gjorde det.

- Tillbehör som Mega-CD och Sega 32X fungerade rent teknologiskt med Nomad, men konsolen behövde modifieras för att de skulle kunna anslutas.

## Hårdvara
- Primär-processor: Motorola M68000 @ 7.67 MHz
- Ljud-processor: Zilog Z80 @ 3.58 MHz
- Upplösning: 320 × 224 pixlar
- RAM: 64 KiB
- VRAM: 64 KiB
- Ljud-RAM: 8 KiB
- ROM: 20 KiB
- Spritar: 80
- Färger: 512 totalt, 64 på skärmen samtidigt
- Ljudkrets: Yamaha YM2612, 6 kanaler FM + 4 kanaler PSG, Texas Instruments PSG TI 76480
- Ström: Nomad drevs med 6 st. AAA-batterier i ett batteripack som fästes på enhetens baksida. Dessutom kunde en AC-adapter av samma slag som Genesis och Mega Drive II användas.

### Fotnoter
1. ↑  Travis Fahs (21 april 2009). ”Ign Presents the History of Sega” (på engelska). IGN. http://uk.ign.com/articles/2009/04/21/ign-presents-the-history-of-sega?page=7. Läst 23 maj 2017.